# Агні (конунг)
Агні (швед. Agni Skjálfarbondi, кінець III століття — початок IV ст.) — легендарний конунг свеїв. Основні відомості про нього містяться в «Сазі про Інглінгів».

## Життєпис
Походив з роду Інглінгів. Син конунга Дага Мудрого («Історія Норвегії» вказує, що Агні був конунгом не після Дага, а після Алріка). Був славним й могутнім конунгом, великим вояком і здатним у всьому.
Одного разу він вирушив з військом у Країну фінів і розбив у бою їхню дружину, убивши вождя Фрості («Мороз») і багатьох воїнів. Агні взяв собі багату здобич, у тому числі Ск'яльв, доньку Фрости, і її брата Логі (Вогонь). На зворотному шляху Агні пристав до берега в протоці Стоксунд і розбив на рівнині намети. Ск'яльв, на якій конунг збирався одружитися, попросила його справити тризну по загиблому батькові. Агні погодився і скликав великий бенкет. У розпал бенкету, сп'янівши, Агні вирушив до свого намету, що стояв під високим деревом. У цей час у нього на шиї знаходилося те саме намисто, що колись належало Вісбуру (прапрапрадіду Агне). Ск'яльв попросила чоловіка міцніше зав'язати його на шиї, щоб не втратити. Коли Агні заснув, Скьяльв прив'язала до намиста мотузку, а її люди зав'язали інший кінець на суку дерева, під яким стояв намет. Потім вони потягнули мотузку так, що конунг повис під самими гілками і помер.
Ск'яльв з людьми тут же сіла на корабель і поплила на батьківщину, а тіло Агні було спалено в місці, яке відтоді називається Агнафіт. Воно розташоване на східній стороні Таур, на захід від Стокксунда (сучасна північна частина лена Стокгольм). Сноррі Стурлусон вказував місцем смерті пагорб у Ліллгерсбі, який датують 400 роком.
Агні був останнім конунгом єдиного Свеаланду. Після його смерті влада конунгів стала розпорошуватися у міру розгалуження роду. Верховними вважалися конунги, що правили у Старій Уппсалі. Конунгами свеїв стали сини Агні — Алрік й Ерік.